# Америк, Борис Карлович
Борис Карлович Америк (1912—1998, Москва, Россия) — советский и российский нефтехимик, один из авторов каталитического крекинга, лауреат Сталинской премии.

## Биография
Родился в Москве в семье служащего (отец — выпускник Московской сельскохозяйственной академии; мать имела высшее юридическое образование). Среднее образование получил в Краснодаре, на отлично окончив школу-девятилетку. В 1929 г. поступил в Донской политехнический институт, но за недостатком мест был откомандирован в Грозненский нефтяной институт. С 1933 г. работал в НИИ «Грознефть» имени И. В. Косиора, по совместительству — преподавателем в «альма-матер».
В 1941 году Постановлением ГКО СССР назначен начальником отдела ГрозНИИ по исследованиям процесса каталитического крекинга. Руководил отделом 30 лет.
Кандидат химических наук. Читал лекции в Грозненском нефтяном институте. Руководил разработкой процесса каталитического крекинга на синтетическом катализаторе.
Сын — Америк Юрий Борисович (17 августа 1936 — 15 июля 1995) — доктор химических наук, заведующий лабораторией ИНХС АН имени А. В. Топчиева.

## Награды и премии
Награждён орденами Ленина, «Знак Почёта», медалями «За оборону Кавказа» и «За доблестный труд в Великой Отечественной войне 1941—1945 гг.»;
- орден Трудового Красного Знамени (1944);
- медали;
- Сталинская премия первой степени (1948) — за коренное усовершенствование методов получения нефтепродуктов, обеспечившее значительное расширение ресурсов высококачественных бензинов.